# 太陽は泣いている
「太陽は泣いている」（たいようはないている）は、いしだあゆみの楽曲で、24枚目のシングル。1968年6月10日に日本コロムビアより発売された。
なお、本項では便宜上、同曲のリメイク・カヴァー版となる山内恵美子の楽曲「太陽は泣いているセンセーション '78」（たいようはないているセンセーションななじゅうはち）についても記述する。

## 解説
日本コロムビア移籍後の第1弾シングル。歌手デビューから4年間は日本ビクター（現：JVCケンウッド）の音楽レコード事業部のビクターレコード（現：ビクターエンタテインメント〈二代目〉）に所属していたが、1964年6月5日発売の2枚目のシングル「サチオ君」を除き、これといったヒット曲には恵まれず移籍となった。
ビクター時代はいずみたくが大多数の楽曲を作曲していたが、コロムビアのディレクター泉明良は、新たに作曲に筒美京平を起用。作詞にはビクター時代からいしだの将来性に注目していた橋本淳を起用する。また楽曲については日本音楽出版（現：日音、TBSホールディングス(TBSHD)の音楽出版社）が著作権管理と制作コーディネーション、作品のプロモーションを担当することになり、いしだを歌手として成功させるためのスタッフチームが確立される。
本作はGSスタイルのリズムセクションをフィーチャーした和製ポップス調の作品で、ヒットチャートでは最高位18位まで上昇するスマッシュヒットとなり、後に先述の山内恵美子のほか、サザンオールスターズの桑田佳祐、原由子などのアーティストにカバーされる。
B面（カップリング曲）の「夢でいいから」は、B面曲でありながら多くのアーティストにカバーされている。そのため、1971年11月に再リリースされた際に「夢でいいから」がA面曲に昇格し、事実上の両A面シングルとなり（レーベルはAB面が修正されたが、レコード品番はオリジナル盤と同一）、更にジャケットも変更された。

## 収録曲
| 全作曲・編曲: 筒美京平。 |                      |           |            |      |
| #                        | タイトル             | 作詞      | 作曲・編曲 | 時間 |
| 1.                       | 「太陽は泣いている」 | 橋本淳    | 筒美京平   | 2:22 |
| 2.                       | 「夢でいいから」     | 林春生    | 筒美京平   | 3:04 |
| 合計時間:                | 合計時間:            | 合計時間: | 5:26       |      |

| #         | タイトル             | 作詞 | 作曲・編曲 | 時間 |
| --------- | -------------------- | ---- | ---------- | ---- |
| 1.        | 「夢でいいから」     |      |            | 3:04 |
| 2.        | 「太陽は泣いている」 |      |            | 2:22 |
| 合計時間: | 合計時間:            | 5:26 |            |      |

## 収録アルバム
太陽は泣いている
- 『GOLDEN☆BEST いしだあゆみ』（#2）
- 『“極上歌謡曲特盛”シリーズ いしだあゆみ』（#1）
- 『いしだあゆみ・せれくしょん 〜シングル・ヒッツ&モア〜』（#2）
- 『筒美京平HITSTORY Ultimate Collection 1967〜1997』（DISC-1・#2）
- 『筒美京平HITSTORY Ultimate Collection 1967〜1997 2013Edition』（DISC-1・#2）

夢でいいから
- 『GOLDEN☆BEST いしだあゆみ』（#23）
- 『THE HIT MAKER -筒美京平の世界-』（DISC-3・#3）
- 『筒美京平 GOLDEN HITSTORY 〜さらば恋人〜』（DISC-1・#6）

## 山内恵美子によるカヴァー
「太陽は泣いているセンセーション '78」は、山内恵美子（現・山内絵美子）の楽曲で、6枚目（旧山内えみこ名義から通算して）のシングル。1978年6月25日にビクター音楽産業（現：ビクターエンタテインメント〈二代目〉）より発売された。
本来、このリメイク・カヴァー版は安西マリアに提供される予定だったが、諸事情により山内に提供されることとなった。また、B面収録曲の「涙は紅く」は1970年にリリースされた山本リンダの同楽曲のカヴァー版となっている。

## 収録曲
| 全作詞: 橋本淳、全作曲: 筒美京平。 |                                        |           |            |          |      |
| #                                  | タイトル                               | 作詞      | 作曲・編曲 | 編曲     | 時間 |
| 1.                                 | 「太陽は泣いているセンセーション '78」 | 橋本淳    | 筒美京平   | 筒美京平 | 3:40 |
| 2.                                 | 「涙は紅く」                           | 橋本淳    | 筒美京平   | 高田弘   | 3:28 |
| 合計時間:                          | 合計時間:                              | 合計時間: | 7:08       |          |      |

## その他のカヴァー
太陽は泣いている
- ジュディ・オング（1969年、アルバム『粋なうわさ／橋本淳・筒美京平 ゴールデン・アルバム』収録）
- 安倍律子（1972年、アルバム『律子の季節』収録）
- 六本木ネネ（1991年、アルバム『踊ろよベイビー!!〜情熱の70'sポップス魅惑のダンスナンバー〜』収録）
- 原由子（2002年、アルバム『東京タムレ』収録）
- 桑田佳祐（2009年、ライブビデオ『昭和八十三年度!ひとり紅白歌合戦』収録）
- ジェニファー（2013年、配信限定シングルにて先行発売。 2014年、アルバム『COVER 60's-70's』収録）

夢でいいから
- 牧村旬子（1968年、8トラ収録）
- 西城慶子（1969年、アルバム『LOVE 愛のささやき』収録）
- 可愛和美（1971年、シングル「あなたと私」収録）
- 中島まゆこ（1971年、シングル「夢でいいから」収録）
- 伊東ゆかり（1972年、アルバム『ふたたび愛を〜伊東ゆかり・筒美京平 LOVE SOUNDS』収録）
- 南沙織（1972年、アルバム『早春のハーモニー』収録）
- 浅田美代子（1973年、アルバム『赤い風船』収録）
- 麻丘めぐみ（1974年、アルバム『グランド・デラックス』収録）
- 小林麻美（1974年、アルバム『20才の愛』収録）
- 浅野ゆう子（1977年、アルバム『ぽつりぽつり』収録）
- 上野未来（2002年、DVD『さすらいの天使／夢でいいから』収録）
- ギャランティーク和恵（2007年、アルバム『ビューティフル・アルバム』収録）